# 約卡杜馬
約卡杜馬是非洲中西部國家喀麥隆的城鎮，由東部省負責管轄，位於該國東南部，距離首府貝爾圖阿150公里，毗鄰與中非共和國，2001年人口估計約16,500。
03°31′N 15°03′E / 3.517°N 15.050°E